# Antrocephalus narendrani
Antrocephalus narendrani is een vliesvleugelig insect uit de familie bronswespen (Chalcididae). De wetenschappelijke naam is voor het eerst geldig gepubliceerd in 1994 door Sureshan.